# Гавайеведение
Гавайеведение (англ. Hawaiian Studies, гав. haʻawina Hawaiʻi — гавайские региональные исследования) — учебная и научная дисциплина (совокупность научных направлений) созданная и развивающаяся на Гавайях (штат США), посвященная комплексному изучению и обобщению знаний о Гавайских островах.

## История
Начала развиваться во второй половине XX века на Гавайских островах как междисциплинарное тематическое обобщение научных и культурных знаний, в рамках раздела страноведения посвященного северной части Полинезии и Океании (океанистика), а также раздел американистики изучающий штат Гавайи.
Гавайеведение также стало ответом на европоцентристский подход к представлениям о Гавайях и возрождение гавайской культуры и языка.

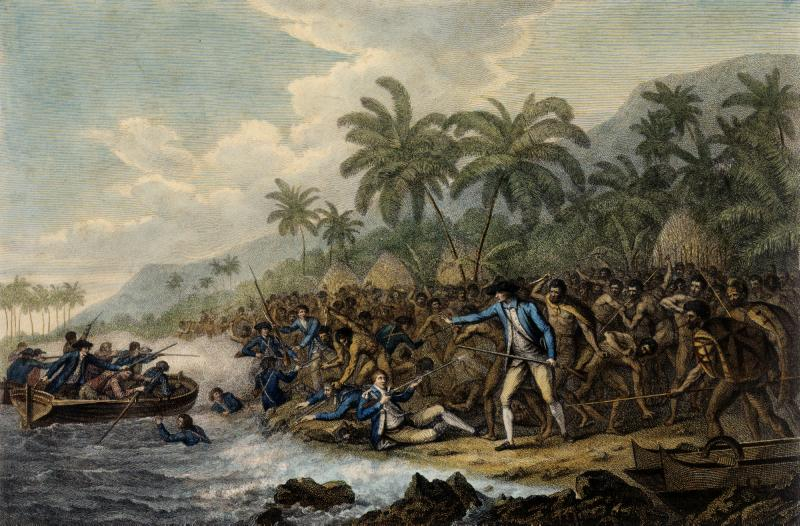
Убийство капитана Кука на Гавайях

Научные данные о Гавайских островах были впервые получены с момента открытия этих островов для Европейцев 18 января 1778 года экспедицией британского мореплавателя Джеймса Кука (James Cook, 1728—1779). До этого полинезийцы накапливали информацию в своей устной культуре, а испанцы её засекретили.
Для Гавайских исследований в Гонолулу при университете был построен центр Камакакуокалани. Программы также разрабатываются в Университете города Хило, гавайских музеях и в школах гавайского языка. Основное предназначение таких исследований — обучение коренного населения гавайских островов (гавайцев).

### Термин
Гавайеведение — термин для обозначения научного изучения всего связанного с Гавайскими островами и американским штатом Гавайи.
Региональные научные знания — регионоведение, уже — краеведение (по примеру: канадоведение, востоковедение, монголоведение и пр.)
В англоязычной литературе для обозначения гавайеведения используют описательное выражение «Hawaiian Studies» (буквальный перевод — «Гавайские исследования»)

## Предмет, методы и задачи

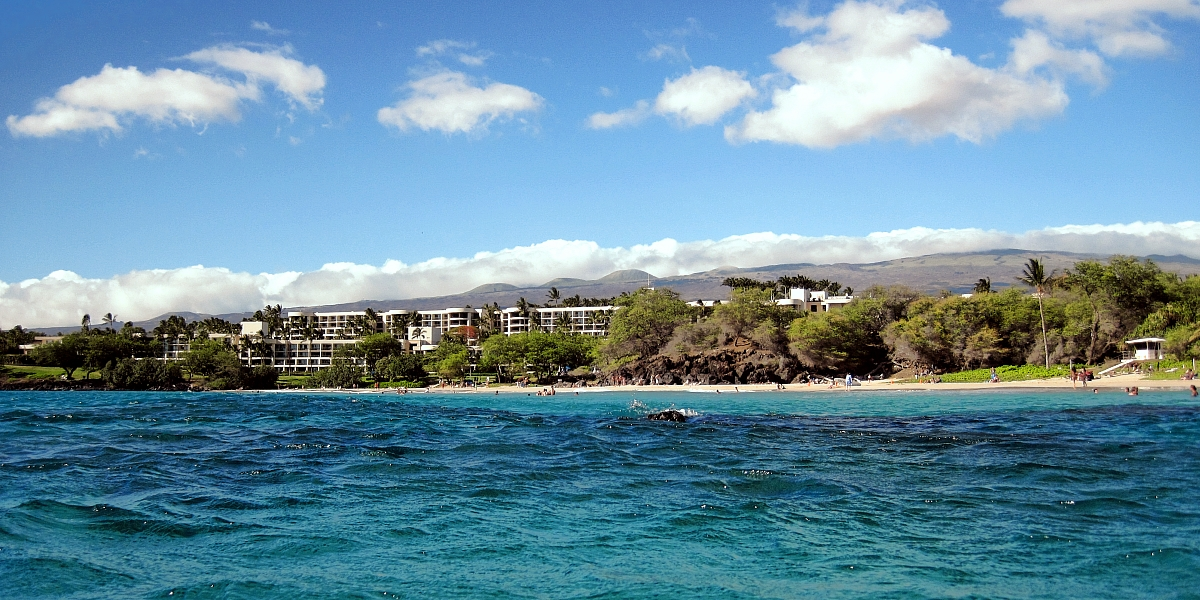
Гавайи (остров)

Основные характеристики гавайеведения как научного направления в страноведении (американистике или океанистике):
Предмет изучения — Гавайские острова, гавайское население и связи с Полинезией.
Методы изучения — современные методы всех естественных, гуманитарных, экономических и других наук.
Организация изучения — научные и образовательные институты, музеи, библиотеки и центры по Гавайским исследованиям. Распространение и обсуждение научных данных — научные статьи, журналы, монографии и электронные публикации.

### Основные направления

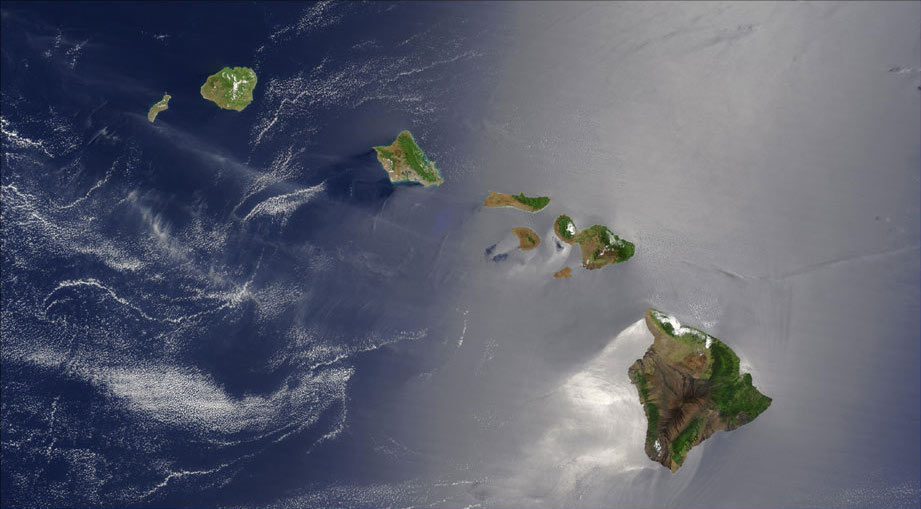
Гавайи из космоса

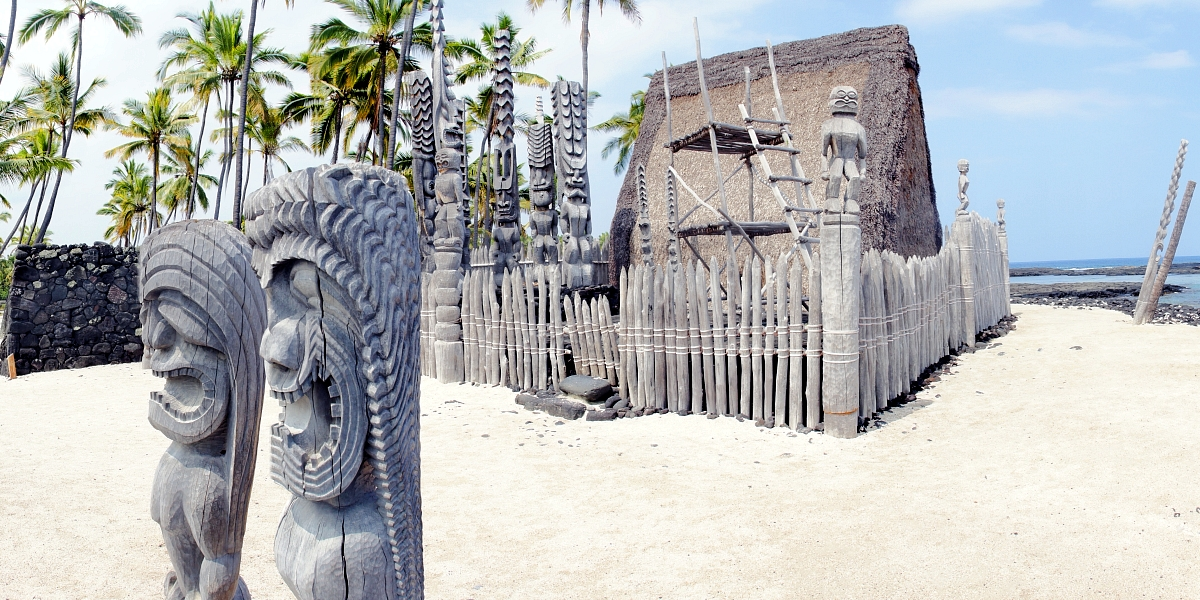
Гавайская религия

Гавайеведение изучаетво специфику природы Гавайских островов, культуру и экономику народов их населяющих, а также историю освоения и развития этого региона.
Основные научные направления изучающие Гавайские острова:
- Гавайская астрономия и навигация
- Гавайская география
- Гавайская геология
- Гавайская биология (ботаника, зоология)
- Гавайская экология и охрана природы
- Гавайская история
- Гавайская культура и мифология
- Гавайская экономика и политика
- Гавайский туризм, медицина и пр.

## Дискуссии

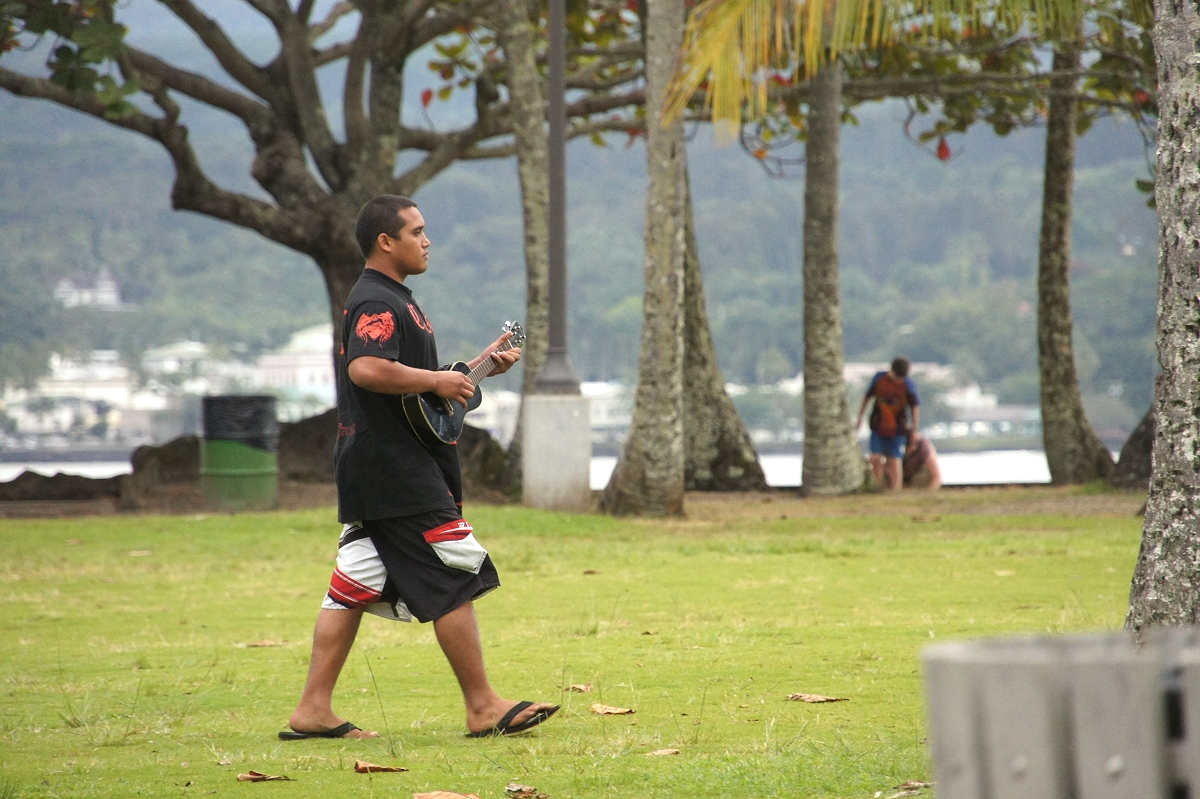
Гавайцы, гавайская гитара

Некоторые политики рассматривают Гавайеведение в качестве процесса деколонизации коренных народов.
С другой стороны развитие Гавайеведения обвиняют в пропаганде сепаратизма и языковой изоляции.

## Примечание
1. ↑  Ziegler A. C. Hawaiian natural history, ecology, and evolution. Honolulu: University of Hawai’i Press, 2002. 478 p.
2. ↑  Kamakakuokalani Архивная копия от 1 декабря 2017 на Wayback Machine — Center for Hawaiian Studies Гавайский университет в Маноа.
3. ↑  Гавайеведение Архивная копия от 25 мая 2011 на Wayback Machine — обучение на Гавайских островах
4. ↑  Hawaiian Studies Архивная копия от 1 марта 2018 на Wayback Machine — каталог книг по теме «Гавайские исследования»
5. ↑  Center for Hawaiian Studies Архивная копия от 2 ноября 2017 на Wayback Machine — университетская образовательная программа по теме «Гавайские исследования»
6. ↑  Подробнее в викиучебнике — Гавайеведение, 2018.
7. ↑  University of Hawai’i and Hawaiian Sovereignty Архивная копия от 21 октября 2017 на Wayback Machine — A Case Study in Political Correctness Run Amok, 2015